# Cadaba somalensis
Cadaba somalensis là một loài thực vật có hoa trong họ Capparaceae. Loài này được Franch. mô tả khoa học đầu tiên năm 1882.